# Fiodor Czałow
Fiodor Nikołajewicz Czałow (ur. 10 kwietnia 1998 w Moskwie) – rosyjski piłkarz grający na pozycji napastnika.

## Życiorys
Urodził się w Moskwie. Ma młodszą siostrę i starszego brata, Daniiła, który również został piłkarzem (SKA-Chabarowsk, Szynnik Jarosław). Jego ojciec zawsze kibicował CSKA Moskwa. Fiodor Czałow chodził do szkoły muzycznej, grał na fortepianie, lecz wybrał sport. Starszy brat przyprowadził Fiodora do sekcji Junyj Dinamowiec. Grał z powodzeniem w piłkę i dobrze radził sobie z nauką w szkole. Rok później skauci CSKA zabrali Czałowa do ich zespołu dziecięcego. W wieku 13 lat wystąpił w mistrzostwach Rosji wśród dzieci.
W 2015 roku, w meczu drużyn młodzieżowych przeciwko Spartakowi, zdobył pięć bramek. Rok później wyróżnił się w Lidze Młodzieżowej UEFA w meczu z rówieśnikami z AS Monaco, strzelając cztery gole.

### Kariera piłkarska
W pierwszej drużynie CSKA Moskwa zadebiutował w sezonie 2016/17 w pucharowym meczu z Jenisejem Krasnojarsk. 6 listopada po raz pierwszy zagrał w Priemjer-Lidze, w meczu z Amkarem Perm. Swojego pierwszego gola w Priemjer-Lidze zdobył przeciwko Urałowi Jekaterynburg.
6 maja 2018 w meczu z Arsenałem Tuła zdobył hat tricka w pierwszej połowie. Został wówczas zawodnikiem miesiąca rosyjskiej ligi.
Był w szerokiej kadrze przed Mistrzostwami Świata w Piłce Nożnej 2018. W reprezentacji Rosji zadebiutował 21 marca 2019 w przegranym 1:3 spotkaniu z Belgią.